# سیگما بزغاله
سیگما بزغاله یک ستاره است که در صورت فلکی بزغاله قرار دارد.